# ناندين
الناندين (الاسم العلمي:Nandina) هو جنس من النباتات يتبع الفصيلة البرباريسية من رتبة الحوذانيات.

## أنواع الناندين
- ناندين مستأنس
- ناندين عاري
- ناندين كث الزغب